# Крейсери типу «Ісла де Лусон»

Крейсери типу «Ісла де Лусон» - тип малих бронепалубних крейсерів військово-морського флоту Іспанії. Брали участь в Іспано-американській війні 1898 року.

## Історія створення
Затверджена у 1884 р. 10-річна суднобудівна програма передбачала замовлення для флоту Іспанії на іноземних верфях трьох бронепалубних крейсерів - одного великого (майбутня "Реїна Рехенте") та двох малих. Надалі будівництво кораблів цих типів мало бути освоєно на іспанських верфях. У 1885 р. виготовлення двох малих крейсерів було доручено британській фірмі Армстронг. Кораблі поставлялися без артилерійського озброєння, яке вони отримували вже в Іспанії. Вартість кожного корабля без озброєння складала 1125 песет.

## Представники
Кораблі, побудовані в англійському Ельсвіку, були названі на честь найбільших островів, що перебували на той час у володінні Іспанії.
«Ісла де Лусон» — закладено 25 лютого 1886 р., спущений на воду 13 листопада 1886 р., включений до складу флоту 22 вересня 1887 р. З 1900 р. у флоті США як «Лусон». З 1920 р. цивільне судно "Ревайвер".
«Ісла де Куба» — закладено 25 лютого 1886 р., спущений на воду 11 грудня 1886 р., включений до складу флот 22 вересня 1887 р. З 1900 р. у флоті США як «Куба». З 1912 р. у ВМС Венесуели як "Маршал Сукре" ("Маріскаль Сукре").
Третій корабель серії будувався за британськими кресленнями у самій Іспанії, на державній верфі Каррака у Кадісі. «Маркіз де Енсенада» - закладений 1 січня 1887, спущений на воду 1 лютого 1890, вступив в дію 1 січня 1892 року.
Автором проекту став відомий кораблебудівник Вільям Вайт. Він був змушений виходити з вимог іспанців, які наполягали на пріоритеті потужності озброєння над швидкістю корабля. Оскільки при досить обмеженому тоннажі досягти збалансованості цих показників було неможливо, «Ісле де Лусон» та «Ісла де Куба» в результаті нагадували не знамениті «ельсвікські» швидкохідні крейсери, а стали дещо покращеним типом незахищенних  крейсерів типу «Веласко» (перші два кораблі були побудовані на початку 1880-х рр. у Британії). Вісім кораблів типу «Веласко», що становили основу іспанських ескадр на Філіппінах та на Кубі, фактично були звичайними колоніальними канонерками для стаціонарної служби. «Ісла де Лусон» та «Ісла де Куба» відрізнялися від них кращим ходом та захистом у вигляді броньованої палуби. За задумом вони забезпечували якісне посилення колоніальних флотилій, але у реальності не могли його забезпечити. На іспанському флоті кораблі були зараховані до «крейсерів 2-го рангу», але іноземні фахівці відносили їх до 3-го чи 4-го рангу.

## Конструкція

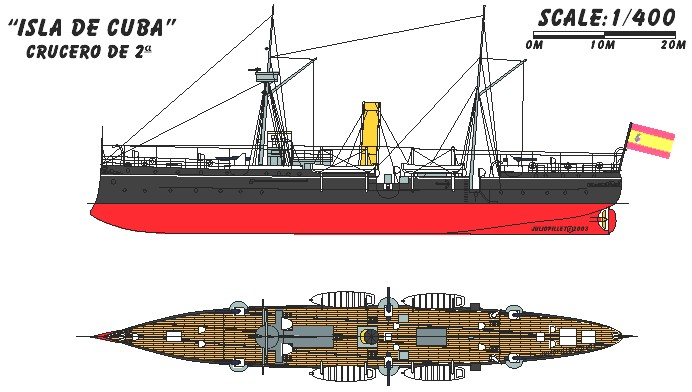
Схема крейсера "Ісла де Куба"

Крейсери типу «Ісла де Лусон» мали сталевий корпус із протяжними півбаками та напівютом та форштевнем таранного типу. Одна димова труба та дві щогли з вітрильним оснащенням шхуни. Два гвинти. Парова машина типу «компаунд" потрійного розширення потужністю 2200 л. с., що живиться двома циліндричними котлами, при форсованій тязі могла розігнати 1000-тонний корабель до 16 вузлів. При природній тязі швидкість трохи більше 14 вузлів. Головний захист корабля складала броньова палуба завтовшки від 1 до 2,5 дюймів. Вертикальне бронювання обмежувалося бойовою рубкою (2-дюймова броня) та щитами гармат.
Основне артилерійське озброєння складалося з чотирьох 120-мм гармат іспанської фірми Онторія (Гонторія), встановлених на спонсонах на піднесених напівбаку та напівюті по два на борт. Таким чином, корабель міг вести вогонь на ніс, корму та на кожен борт із двох 120-мм гармат. Допоміжне озброєння складалося з двох 57-мм гармат Онторія, встановлених на кожен борт по міделю, та двох 37-мм швидкострільних гармат Готчкіса на марсі грот-щогли. Торпедне озброєння складалося із трьох 14-дюймових торпедних апаратів.
У цілому, крейсери типу «Ісла де Лусон» були досить вдалим варіантом малого судна з сильним артилерійським озброєнням і певним броньовим захистом. Головним недоліком цього кораблів вважалася погана морехідність. Невеликий вузький корабель, перевантажене артилерією, при хвилюванні страждало сильною поперечною хитавицею, що загрожувала перекиданням.

## Служба у складі ВМС Іспанії

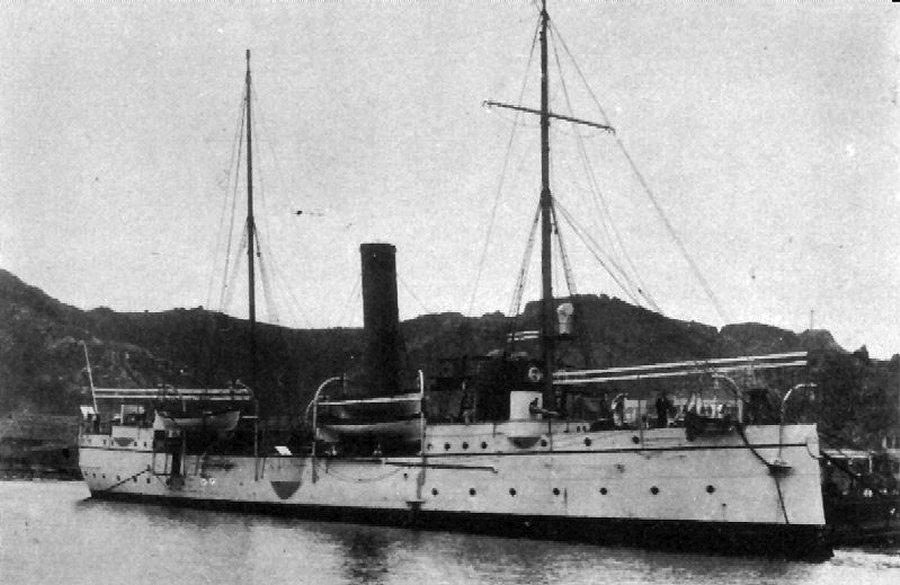
Крейсер USS "Ісла де Лусон", 1905

Після вступу в дію «Ісла Лусон», «Ісла Куба», а потім і «Маркіз де Енсенада» були включені до Практичної ескадри, що базувалася в портах Іспанії. У 1893-1894 роках. вони брали участь у війні з марокканськими племенами, обстрілюючи африканське узбережжя. Брали участь у численних візитах до іноземних портів. Зокрема  1895 р. «Маркіз де Енсенада» разом з броненосцем «Пелайо» представляв Іспанію на урочистостях з нагоди відкриття Кільського каналу. У тому ж році «Ісла де Лусон» був залучений до пошуків зниклого крейсера  «Реїна Рехенте», який зазнав аварії. 
Після початку в 1896 р. антиіспанського повстання на Філіппінах, «Ісла де Лусон» та «Ісла де Куба» були відправлені в Манілу.  Там вони, поряд з флагманською «Рейною Крістіною», були найсучаснішими та найбільш боєздатними кораблями іспанської Філіппінської ескадри. Під час іспано-американської війни обидва малих бронепалубних крейсерів брали участь 1 травня 1898 р. у битві при Кавіте з американською ескадрою коммодора Дьюї. Зі всієї іспанської ескадри «Ісла де Куба» та «Ісла де Лусон» постраждали найменше, отримавши відповідно 2 і 3 влучення, які не завдали їм серйозної шкоди. Тільки на «Ісла де Лусон» було збито одну зі гармат і 6 людей було поранено. На «Ісла де Куба» було двоє поранених. Це можна пояснити тим, що американці концентрували вогонь на великих іспанських судах — «Рейне Крістіні» та «Кастілії». Коли флагманська «Рейна Крістіна» зазнала тяжких ушкоджень, іспанський командувач контр-адмірал Патрісіо Монтехо переніс свій прапор на «Ісла де Куба».

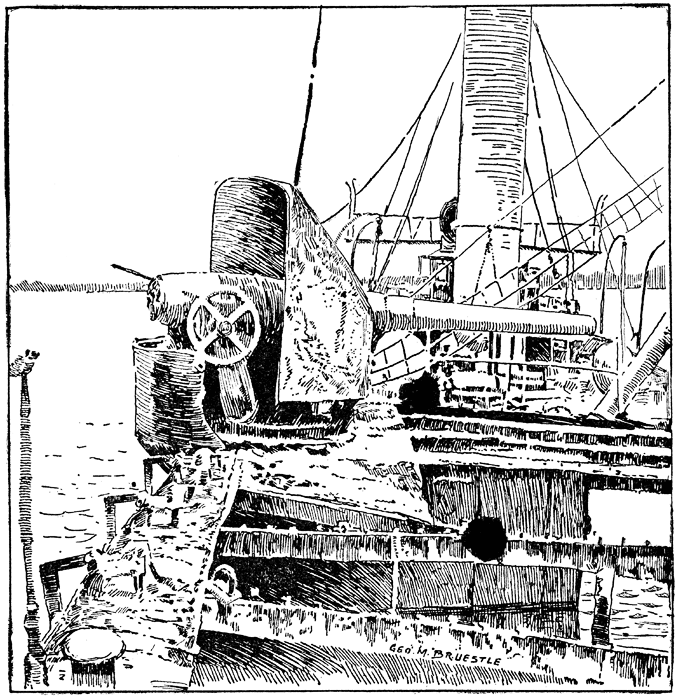
Гармата на спаленій палубі «Ісла де Лусон» після бою 1.05.1898

Після тимчасового відходу американської ескадри «Ісла де Лусон» та «Ісла де Куба» разом з уцілілими іспанськими судами укрилися за арсеналом Кавіте, але за три години Дьюї повторив напад. У арсеналу з'явилася послана у розвідку американська канонерка «Петрел». Кожен із малих іспанських крейсерів приблизно дорівнював за силою «Петрелу», але адмірал Монтехо наказав затопити всі кораблі. Покинуті командами «Ісла де Куба» і «Ісла де Лусон» лягли на дно біля південного берега бухти. Через мілководдя корпуси залишилися до палуби на поверхні. Через деякий час до них підійшли спущені з «Петрела» шлюпки з абордажним загоном, який підпалив іспанські кораблі.
Єдиний крейсер даного типу,побудований вже після завершення війни  в Іспанії, — «Маркіз де Енсенада» — служив до 1920 р., після чого був розібраний.

## Служба у США
Після завершення з Іспанією США зіткнулися з необхідністю вести бойові дії на Філіппінах проти місцевих повстанців. У зв'язку з цим було вирішено відновити потоплені іспанські кораблі. «Ісла де Лусон» була доставлена на буксирі для ремонту до Сінгапуру, а «Ісла де Куба» — до Гонконгу. Знову введені в дію відповідно в січні та квітні 1900 р. і включені до складу флоту Сполучених Штатів під назвою «Лусон» та «Куба». У ході ремонту кораблі було переозброєно. Замість чотирьох іспанських 120-мм гармат було встановлено дві 102-мм американські гармати на носі та кормі. Брали активну участь у бойових діях на півдні Філіппін у 1900—1901 рр. як патрульні кораблі та судна постачання. Зокрема, «Куба» відіграла важливу роль у забезпеченні оточеного філіппінцями американського гарнізону в Ормосі на острові Лейте, «Лусон» взяв участь у блокаді повстанців на острові Самар на завершальній стадії воєнних дій.
У 1903 р. «Лусон», а 1904 р. «Куба» були переведені з Філіппін на атлантичне узбережжя США. Використовувалися береговою охороною. Пройшли ремонт із заміною котлів — «Куба» у 1907 р., «Лусон» у 1911 р., після чого стали навчальними кораблями (мабуть у цей час принаймні на «Кубі» було встановлено другу димову трубу). У 1912 р. "Куба" була продана Венесуелі.

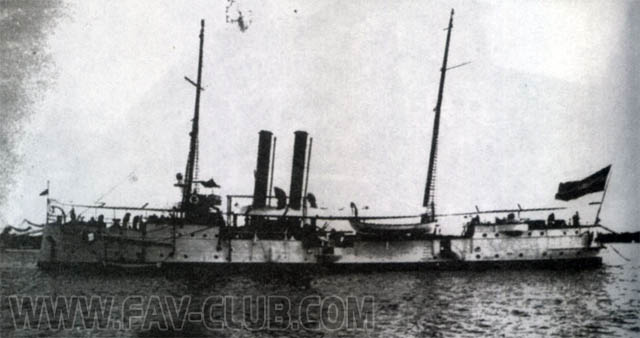
Венесуельський крейсер "Маршал Сукре". 1937 р.

«Лусон» продовжував служити навчальним кораблем, 1917 р. був переведений у Чикаго, 1918 р. — до торпедної школи Ньюпорту, для чого на ньому встановили нові торпедні апарати. У 1919 р. роззброєний і виключений зі складу флоту. У 1920 р. проданий приватній пароплавній кампанії, перейменований на «Рівайвер», ходив між Нью-Йорком та Багамськими островами.

## Служба у Венесуелі
2 квітня 1912 р. колишній іспанський крейсер «Ісла де Куба» був проданий Венесуелі, де став найбільшим військовим кораблем цієї держави. Корабель було перейменовано на «Маршал Сукре». З 1929 був навчальним кораблем. Виключено зі списків флоту 1940 р. Потоплено у ході маневрів 22 січня 1952 р.